# گنجینه ملی (فیلم)
گنجینه ملی (به انگلیسی: National Treasure) فیلمی محصول سال ۲۰۰۴ به کارگردانی جان ترتل‌تاب است.  سال است. در این فیلم نیکلاس کیج، شان بین، دیانه کروگر، هاروی کایتل، جان ویت، جاستین بارتا، کریستوفر پلامر، اولگ تاکتاروف، آنی پاریس، مارک پلگرینو و اریک کینگ بازی کردند. دنباله این فیلم در سال ۲۰۰۷ با نام گنجینه ملی: کتاب رمز ساخته شد.

## خلاصه داستان
بنجامین گیتس (نیکلاس کیج) و یان هو (شان بین) هردو جستجوگر گنج هستند آن‌ها به دنبال گنجینه ملی هستند که سال‌ها پیش به آمریکا آورده شده و در جایی نامعلوم دفن شده‌است.